# Robert MacNaughton
Robert MacNaughton (Nova Iorque, 19 de dezembro de 1966) é um ex-ator que ficou muito conhecido por seu papel no filme dos anos 1980, E.T O Extraterrestre em que interpretou "Michael", irmão de "Elliot" (Henry Thomas). Por este papel, Robert ganhou o prêmio Young Artist Award em 1983 de Melhor Ator de Apoio.
Depois veio o papel em I Am the Cheese e mais alguns em filmes para TV. Em 1994 ele se mudou para Phoenix, Arizona para dar continuidade em sua carreira no cinema, mas não obteve sucesso. Desde o final dos anos 1990 ele trabalha para o Serviço Postal dos Estados Unidos. Em setembro de 2002 ele se casou com sua namorada de longa data, Jennifer Butler, com quem já tinha um filho, Noah McNaughton, que nasceu em 1997.

## Filmografia
| Ano  | Filme                    | Papel         |
| ---- | ------------------------ | ------------- |
| 1987 | Visitors                 | Clayton       |
| 1987 | A Place to Call Home     | Michael       |
| 1983 | I Am the Cheese          | Adam Farmer   |
| 1982 | E.T O Extraterrestre     | Michael       |
| 1982 | The Electric Grandmother | Tom           |
| 1981 | Big Bend Country         | Dave McGregor |
| 1980 | Angel City               | Bennie Teeter |

## Televisão
| Ano  | Título                  | Papel         | Notas      |
| ---- | ----------------------- | ------------- | ---------- |
| 1987 | Newhart                 | Andy          | 1 episódio |
| 1984 | CBS Schoolbreak Special | Craig Parsons | 1 episódio |